# Gorgonidia maronensis
Gorgonidia maronensis är en fjärilsart som beskrevs av Rothschild 1917. Gorgonidia maronensis ingår i släktet Gorgonidia och familjen björnspinnare. Inga underarter finns listade i Catalogue of Life.